# Super Street Fighter II: The New Challengers
Super Street Fighter II: The New Challengers (スーパーストリートファイターII -The New Challengers) est un jeu vidéo de combat en un contre un développé et édité par Capcom sur le nouveau système d'arcade CP System II en septembre 1993. C'est un jeu de la franchise Street Fighter, et plus précisément la quatrième mouture de Street Fighter II publiée par Capcom,. Il s'agit, cependant et surtout, du portage du jeu phare sur le système CPS2, là où les trois itérations précédentes étaient sorties sur le système original CPS1.

## Description
Le jeu devait à l'origine constituer une suite à part entière à Street Fighter II, mais cette idée fut abandonnée par manque de temps.
Par rapport à la précédente version du jeu, Street Fighter II': Hyper Fighting, Super Street Fighter II apporte de multiples améliorations à la fois en matière de contenu, de réalisation et de jouabilité.

## Graphismes
Une nouvelle introduction remplace la cinématique du combat de rue durant l'attract mode, elle met en scène Ryu exécutant un hadoken en direction des spectateurs.
Le rendu et l'animation du jeu sont améliorés, les portraits des personnages redessinés et ajoutés à l'écran de jeu, sous la jauge de santé des personnages concernés. De plus, le nom du personnage l'y attenant, auparavant tout en majuscules, est désormais écrit en minuscules. Chaque personnage dispose désormais de 8 palettes de couleur différentes pour sa tenue, là où les volets précédents n'en donnaient que 2. Ceci était à l'époque dû à une volonté de développer une fonction de tournoi à 8 joueurs (dans l'optique de vendre 8 bornes aux salles d'arcade de l'époque) permettant ainsi à 8 joueurs de jouer le même personnage en même temps sans se confondre les uns les autres. Fonction elle-aussi abandonnée par manque de temps, mais rajoutée ultérieurement, notamment sur le portage consoles du jeu.
Les décors des arènes, à l'exception évidente de ceux des quatre nouveaux personnages, sont légèrement modifiés : certaines couleurs sont différentes et des détails supplémentaires ont été ajoutés. Les uniformes des marines du niveau de Guile, par exemple, sont passés du vert kaki du jeu original au bleu. Ou encore le bateau de pêche de l'arène de Ken, remplacé par un yacht.
Les animations de certains personnages ont évolué. On peut notamment mentionner la boule de feu redessinée de Ryu, alors que celle de Ken utilise les mêmes sprites que les épisodes précédents, ou le dragon punch de Ken, qui laisse désormais derrière lui une traînée de flammes.
Les animations de fin de jeu de tous les personnages sont refaites. M. Bison, Sagat, Vega et Balrog disposent désormais chacun d'une fin individuelle, alors que leur fin était commune (texte défilant mis à part) sous les 3 premières versions. La fin de Chun-Li a été modifiée, laissant au joueur un choix : la laisser continuer sa vie de détective ou de la faire redevenir une jeune fille normale. Celle-ci débranche donc sur 2 fins différentes, ce qui incite le joueur à rejouer le jeu une seconde fois afin de découvrir l'autre fin. Cela peut laisser à supposer que Capcom eût prévu d'appliquer ce principe de fin double à tous les personnages dans un portage ultérieur, ce qui ne fut cependant jamais fait par la suite.

## Son
Toutes les voix ont été réenregistrées avec de nouveaux acteurs, là où les opus précédents se limitaient à une voix masculine et une voix féminine (pour Chun-Li). Certaines voix comme celles de l'annonceur ou de Guile sont beaucoup moins graves que dans les précédentes moutures du jeu. Chaque personnage dispose désormais de sa propre voix et de son propre cri de K.O., à la différence des versions précédentes qui utilisaient le même son de KO pour tous les personnages masculins du jeu (Chun-Li disposant de son cri propre).
Les thèmes, quant à eux, sont également revus afin de bénéficier des améliorations sonores du nouveau système : ils sont plus fluides et mélodieux que les originaux, mais perdent pour la plupart en force et en mordant. Certains, comme ceux de Ken, Blanka, Balrog, Vega et Guile, mais aussi les thèmes des écrans de sélection des personnages, de début et de fin des combats, sont joués un ton plus bas que la version originale.
Les digitalisations liées aux coups spéciaux ne changent plus de fréquence en fonction de la puissance de l'attaque. Chun-Li obtient un sample audio pour son kikouken.

## Système de jeu
De nombreux éléments du système de jeu ont été changés. Par exemple, si le style de combat de Ryu et Ken était scrupuleusement identique dans la moutûre originale du jeu puis légèrement différenciés par l'équilibrage dans les deux moutures suivantes, un effort a été fait pour les distinguer visuellement dans Super Street Fighter II: The New Challengers : Ryu dispose d'une hadoken de feu redessinée spécialement pour l'occasion, et Ken d'un Shoryuken enflammé touchant l'adversaire à plusieurs reprises.
La plupart des personnages voient leur panoplie d'attaques étoffée de nouveaux coups et la priorité de certaines d'entre-elles est modifiée dans le but d'ajuster l'équilibre du jeu.
Il est désormais possible de sonner son adversaire de trois façons différentes, chacune d'elles débouchant sur une animation spécifique. Il n'est en revanche plus possible d'assommer son adversaire deux fois d'affilée dans le même round, ce qui dans les portages précédents garantissaient quasiment la victoire.

## Personnages
Super Street Fighter II: The New Challengers contient 16 personnages : les 8 World Warriors du jeu original, les 4 boss originellement non-sélectionnables, et les 4 New Challengers éponymes spécialement créés pour le passage au CPSII.

### World Warriors
- Ryu
- Ken Masters
- Edmond Honda
- Chun-Li
- Jimmy Blanka
- Zangief
- Guile
- Dhalsim

### Shadaloo
- Balrog
- Vega
- Sagat
- M. Bison

### New Challengers
- Thunder Hawk
- Dee Jay
- Cammy White
- Fei Long

## Portages
Sorti en septembre 1993 sur borne d'arcade, Super Street Fighter II: The New Challengers a été adapté à partir de 1994 sur diverses plates-formes :
- Super Nintendo : 1994
- Mega Drive : 1994
- Amiga : 1994
- Amiga CD32 : 1994
- Sharp X68000 : 1994
- PC (MS-DOS) : 1995
- PlayStation : 1997, dans la compilation Street Fighter Collection
- Saturn : 1997, dans la compilation Street Fighter Collection
- Wii (Console virtuelle) : 2007
- Nintendo Switch, PlayStation 4, Xbox One : 2018, dans la compilation Street Fighter 30th Anniversary Collection

## Révisions

### Super Street Fighter II: The Tournament Battle
Super Street Fighter II: The Tournament Battle est une version de Super Street Fighter II: The New Challengers permettant à huit joueurs de s'affronter dans un tournoi, ceci mettant à profit les huit différentes couleurs de costume disponibles et correspondant à une volonté initiale de Capcom de multiplier artificiellement ses ventes de bornes d'arcade, abandonnée par manque de temps.

### Super Street Fighter II Turbo
Super Street Fighter II Turbo est l'amélioration suivante dans la série Street Fighter II, qui contient les nouveautés initialement prévues pour figurer dans Super Street Fighter II: The New Challengers, mais qui n'avaient pu être ajoutées par manque de temps, nommément les Super Combos et le boss final secret.

### Hyper Street Fighter II: The Anniversary Edition
Sorti sur PlayStation 2 et Xbox, ce titre inclut l'ensemble des versions des 16 personnages du titre alors disponibles, ainsi que le boss final secret rajouté par la version précédente du titre : il permettait donc de faire s'affronter le Dhalsim de la mouture originale (World Warrior) et Thunder Hawk, par exemple.

### Super Street Fighter II Turbo HD Remix
Il s'agit d'un remake en haute définition de Super Street Fighter II Turbo sorti à la fin de l'année 2008 sur les services de téléchargement de la PlayStation 3 et de la Xbox 360.

### Ultra Street Fighter II: The Final Challengers
Sorti sur Nintendo Switch exclusivement en 2018, ce titre permet d'alterner entre les deux styles graphiques et sonores originaux (Super Street Fighter II Turbo) et Haute définition (HD Remix), inclut Evil Ryu & Violent Ken, ainsi que de nouveaux modes de jeu tirant parti des possibilités de la console de Nintendo. 